# ブーシュ＝デュ＝ローヌ県
ブーシュ＝デュ＝ローヌ県（ブーシュ＝デュ＝ローヌけん、Bouches-du-Rhône）は、フランスのプロヴァンス＝アルプ＝コート・ダジュール地域圏の県である。県名は「ローヌ川の河口」の意味。

## 歴史
1790年3月4日、かつてのプロヴァンス州、そして3つの公領（オランジュ、マルティーグ、ランベスク）で構成される県として誕生した。新たな県都となったのは、かつてプロヴァンス高等法院が置かれていたエクサン＝プロヴァンスであった。
1793年、ヴォクリューズ県新設のために県はデュランス川北部の面積を割譲した。ヴォクリューズ県にはアヴィニョン、ヴネサン伯領、オランジュ、アプトが含まれた。
ブーシュ＝デュ＝ローヌ県はただちに革命に非常に有利になり、非常に活発であった。
1800年、県都はエクスからマルセイユに移転した。
1815年、ワーテルローの戦いで第七次対仏大同盟が勝利すると、オーストリア軍が1818年11月まで県を占領していた。

1790年に発足したブーシュ＝デュ＝ローヌ県と現在の境界線。
1790年の地図
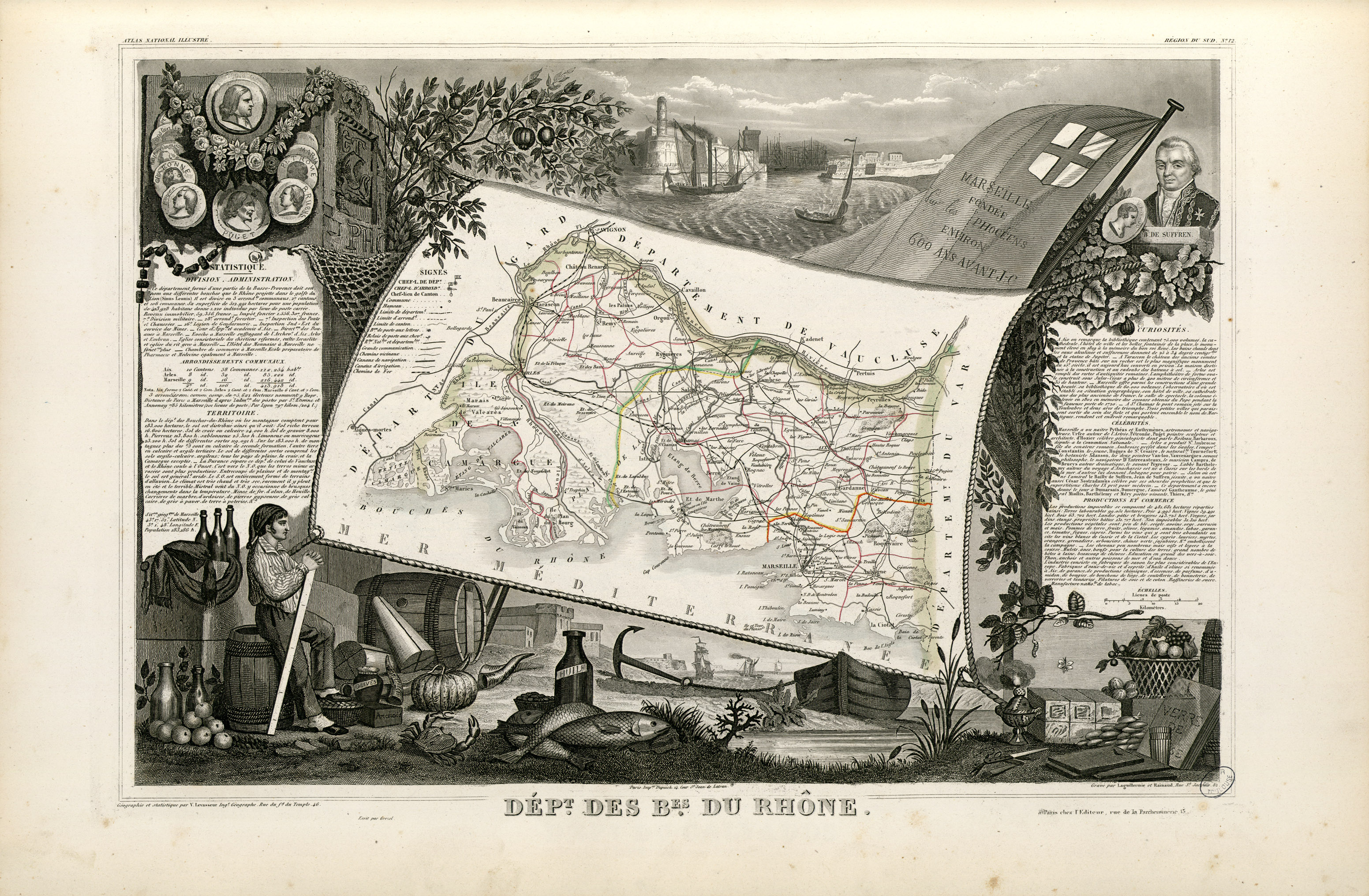
1854年の絵地図[注 1]

## 地理
ガール県、ヴォクリューズ県、ヴァール県と接する。県の西はローヌ川が、北側はデュランス川が県境となっている。ローヌ川はアルルの下流でグラン・ローヌとプティ・ローヌとに流れが分かれる。これがいわゆるローヌ川デルタ、カマルグが形成される。カマルグは湿地帯である。そこにはベール湖やボルモン湖といった、大小の湖沼、潟が含まれる。ベール湖とグラン・プラン・デュ・ブールの間にはクロー平野がある。
県の主な山脈は、サント＝ボーム山塊、サント＝ヴィクトワール山地、エトワール山地、ガルラバン峰、アルピーユ山脈である。

## 人口統計
ブーシュ＝デュ＝ローヌは国内第3の人口を持つ。
| 1968年    | 1975年    | 1982年    | 1990年    | 1999年    | 2006年    | 2007年    |
| --------- | --------- | --------- | --------- | --------- | --------- | --------- |
| 1 470 271 | 1 632 974 | 1 724 199 | 1 759 371 | 1 835 719 | 1 937 403 | 1 958 930 |

出典: SPLAF et INSEE pour les années 2006 et 2007

### 主なコミューン
| コミューン               | 人口 2007 | 変遷 2007/1999 | コミューン                     | 人口 2007 | 変遷 2007/1999 |
| ------------------------ | --------- | -------------- | ------------------------------ | --------- | -------------- |
| マルセイユ               | 852,396   | 6,9 %          | ポール・ド・ブーク             | 16,967    | == -0,8 %      |
| エクサン＝プロヴァンス   | 143,404   | 6,8 %          | フォス＝シュル＝メール         | 15,832    | 13 %           |
| アルル                   | 52,197    | 3,4 %          | シャトールナール               | 14,495    | 11 %           |
| マルティーグ             | 46,247    | 6,1 %          | ベール・レタン                 | 13,805    | 2,9 %          |
| オーバーニュ             | 44,804    | 5 %            | ブーク・ベレール               | 13,603    | 10,1 %         |
| イストル                 | 42,775    | 9,7 %          | タラスコン                     | 13,176    | 4 %            |
| サロン＝ド＝プロヴァンス | 40,943    | 10,4 %         | ロニャック                     | 12,088    | 3,9 %          |
| ヴィトロル               | 37,478    | 2 %            | オリオル                       | 11,699    | 23,6 %         |
| マリニャーヌ             | 33,158    | -2,5 %         | シャトーヌフ・レ・マルティーグ | 11,642    | 2,4 %          |
| ラ・シオタ               | 32,900    | 4,2 %          | サン・マルタン・ド・クロー     | 11,214    | == 1,7 %       |
| ミラマ                   | 25,256    | 12,2 %         | プラン・ド・キュク             | 10,680    | == 1,7 %       |
| ガルダンヌ               | 20,903    | 8 %            | セプテーム・レ・ヴァロン       | 10,395    | == 1,9 %       |
| レ・ペンヌ＝ミラボー     | 20,238    | 6,4 %          | サン＝レミ＝ド＝プロヴァンス   | 10,251    | 4,7 %          |
| アロシュ                 | 18,746    | == -1 %        | トレ                           | 10,136    | 8,9 %          |
| 出典 : Insee             |           |                |                                |           |                |

## ギャラリー

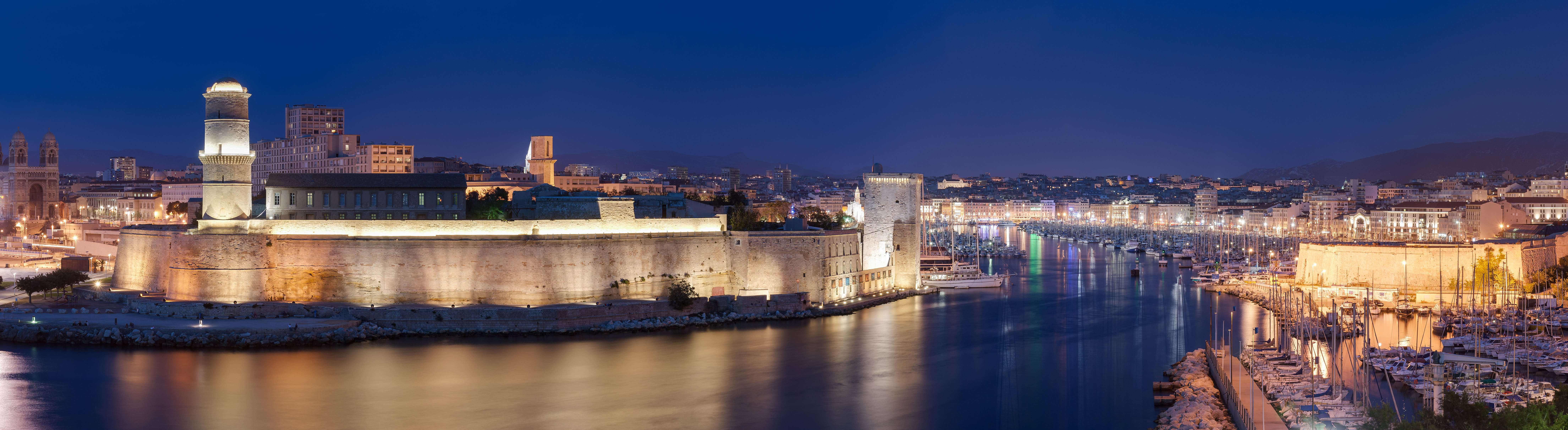
マルセイユ
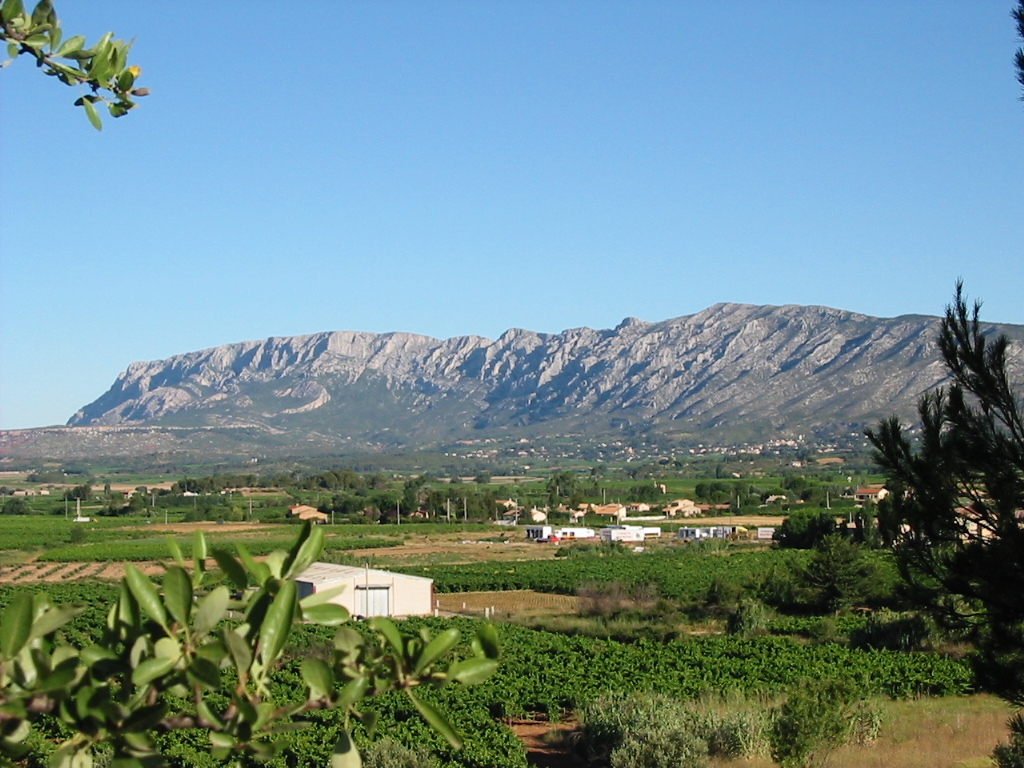
サント＝ヴィクトワール山地
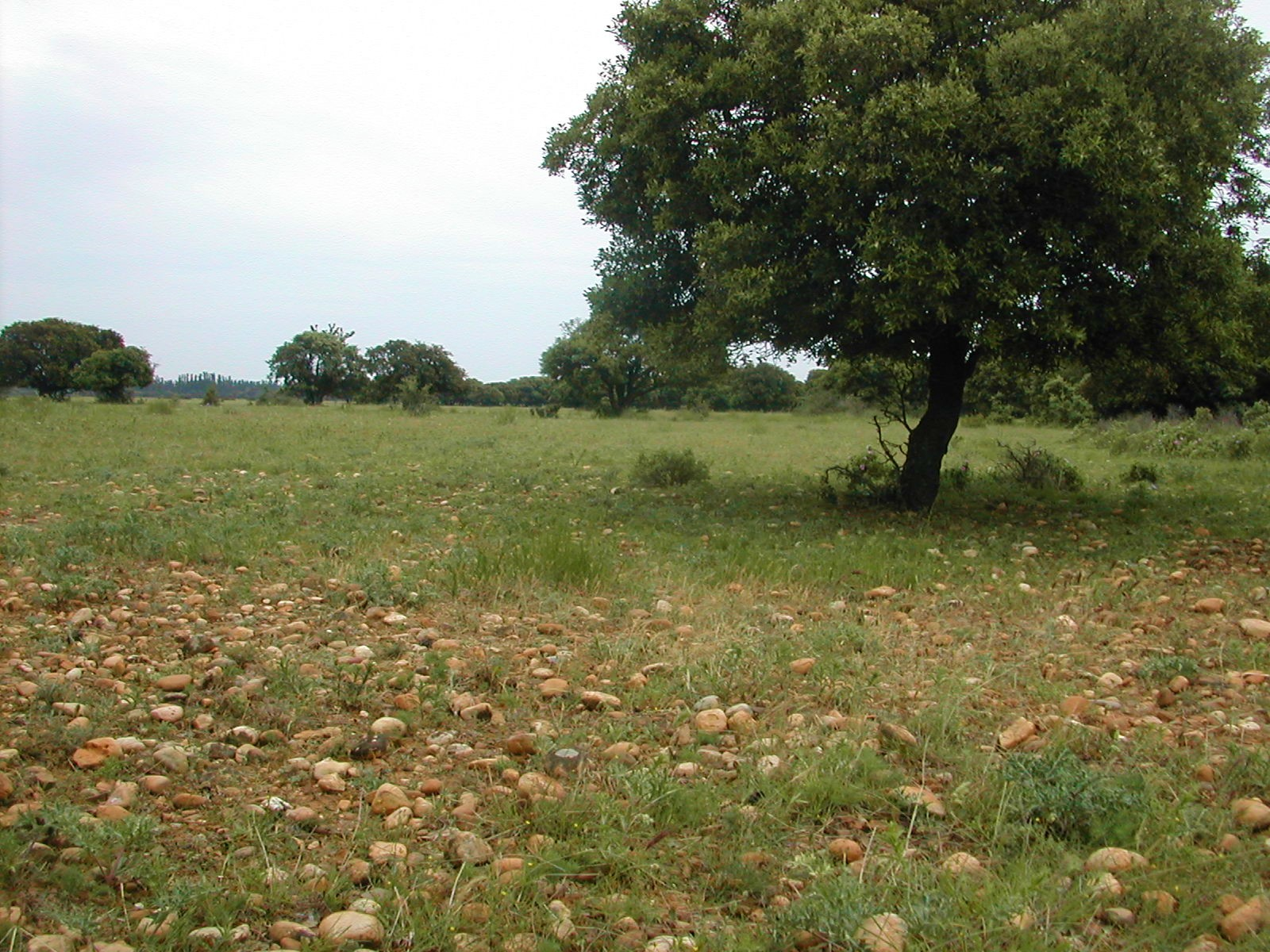
クロー平野
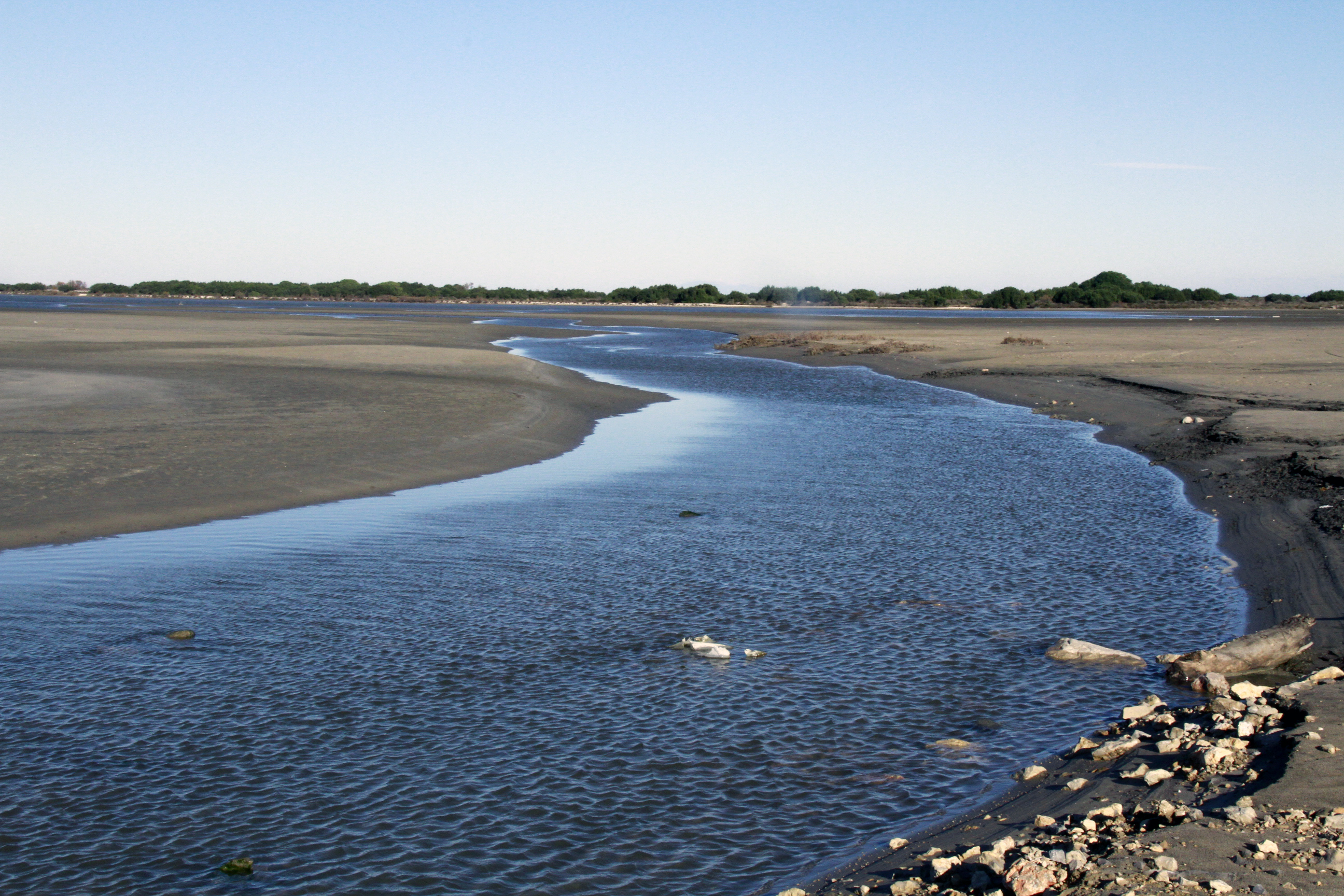
カマルグ
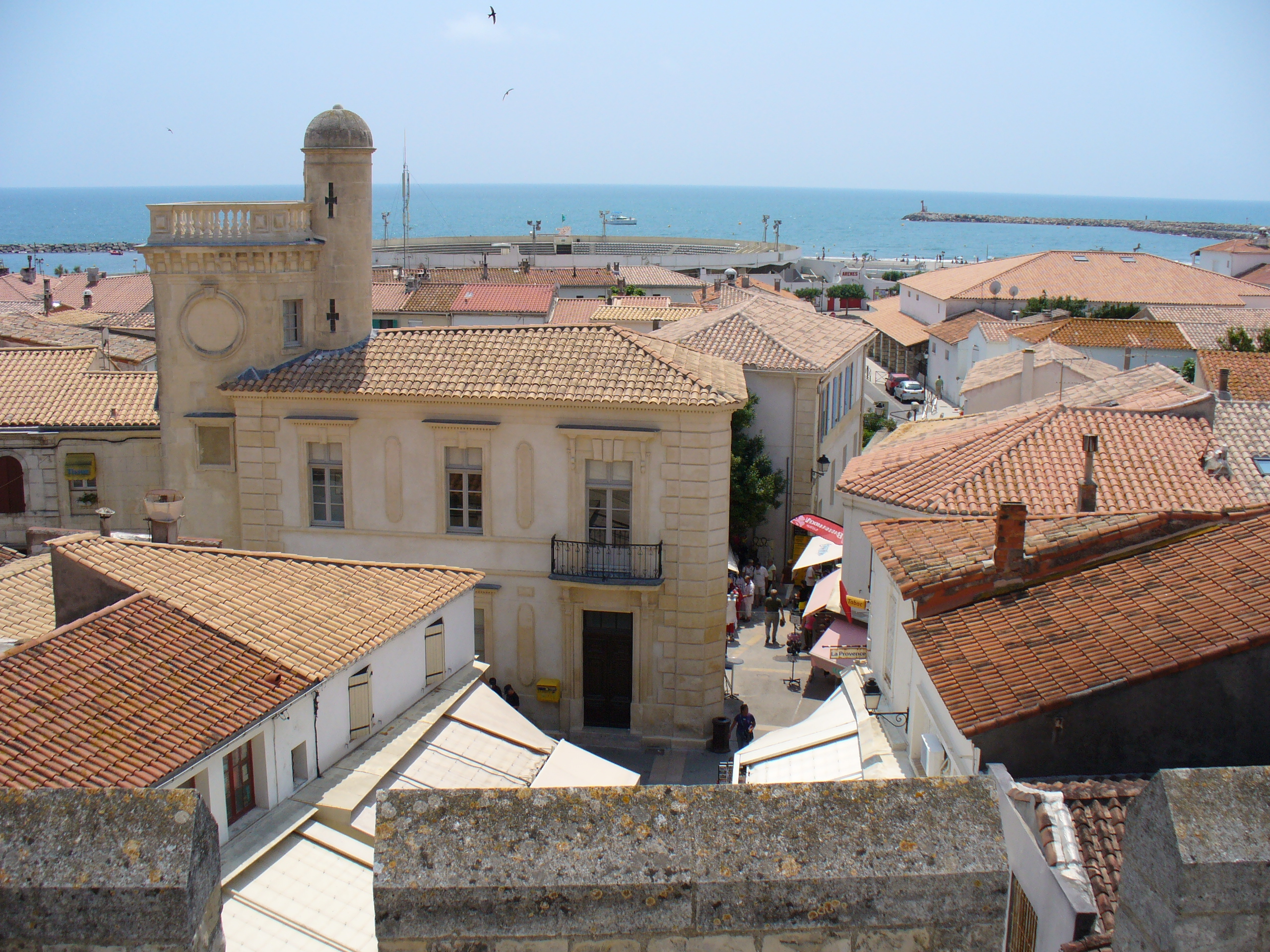
サント＝マリー＝ド＝ラ＝メール
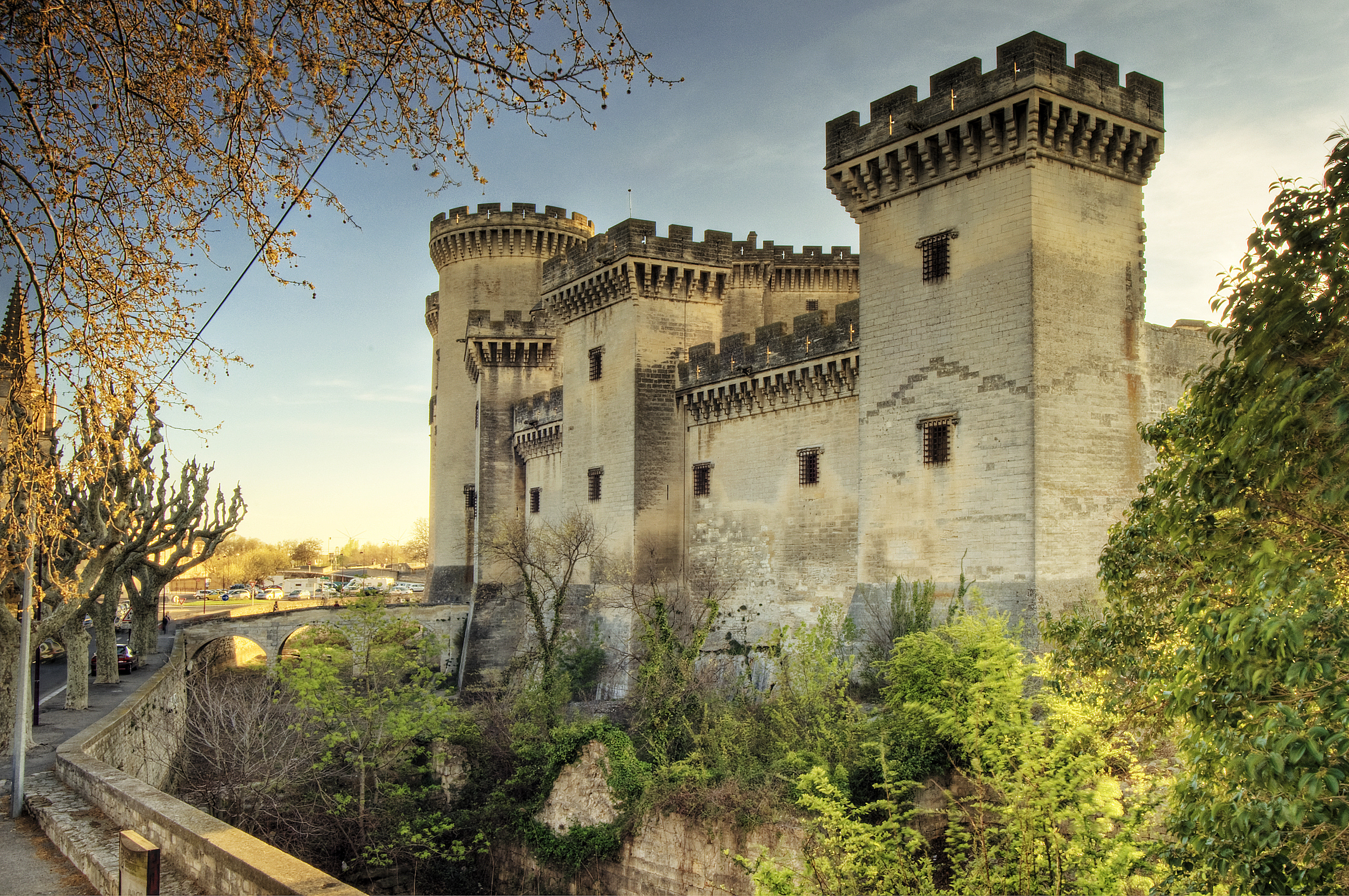
タラスコン城
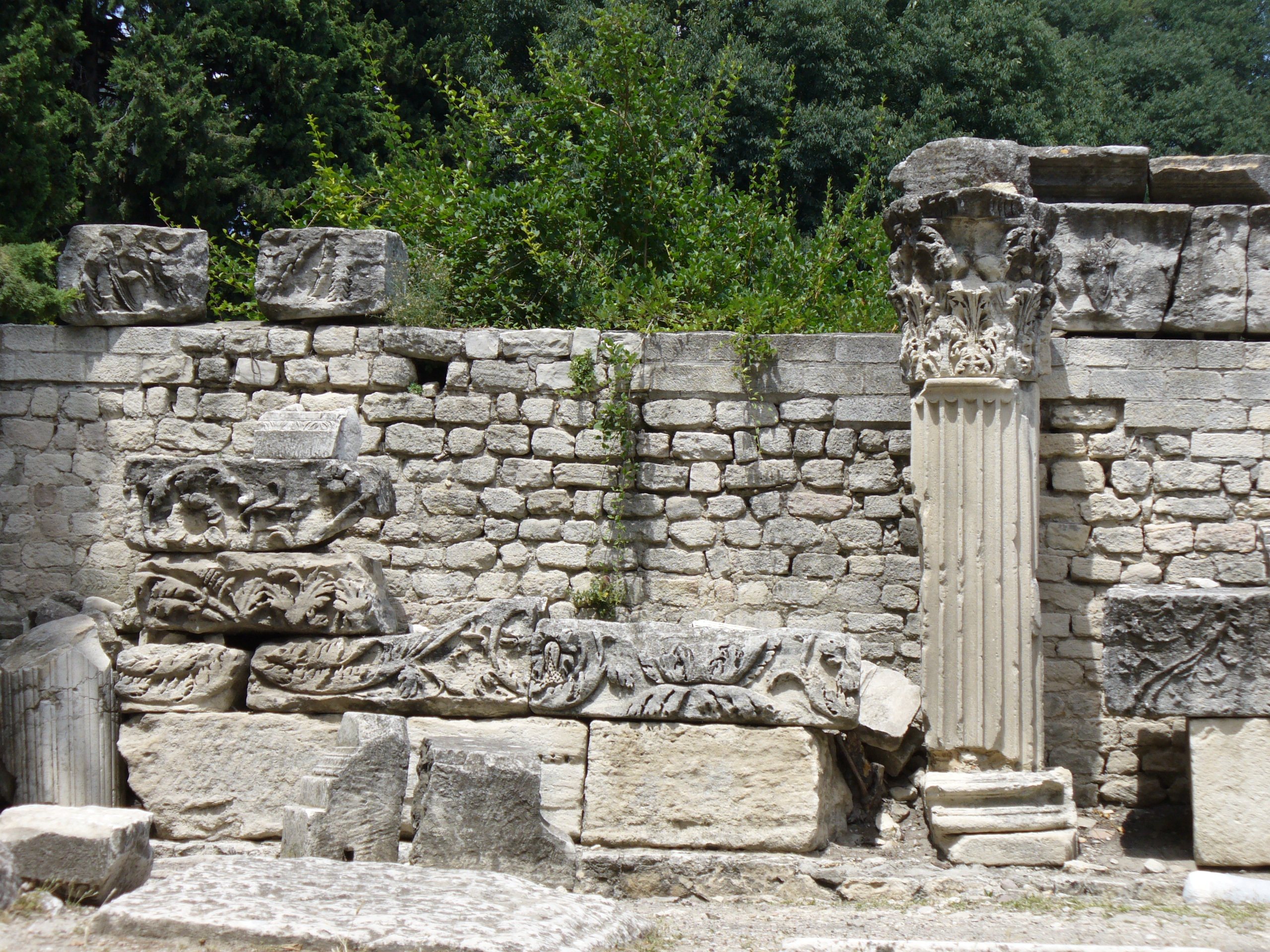
アルルのローマ遺跡